# Helicia saurauioides
Helicia saurauioides är en tvåhjärtbladig växtart som beskrevs av Herman Otto Sleumer. Helicia saurauioides ingår i släktet Helicia och familjen Proteaceae. Inga underarter finns listade i Catalogue of Life.